# Iwan Palakou
Iwan Jauciejewicz Palakou (biał. Іван Яўцеевіч Палякоў, ur. 12 listopada?/25 listopada 1914 w Homlu, zm. 8 lutego 2004 w Mińsku) – radziecki polityk, Bohater Pracy Socjalistycznej (1973).

## Życiorys
W latach 1936–1938 służył w Armii Czerwonej, 1939–1941 sekretarz komitetu Komsomołu w zakładzie przemysłowym w Homlu, od 1940 w WKP(b), I sekretarz rejonowego komitetu Komsomołu w obwodzie homelskim (1942–1943: podziemnego komitetu Komsomołu). Od sierpnia do listopada 1943 komisarz 1 Homelskiej Brygady Partyzanckiej, 1944–1945 I sekretarz Komitetu Obwodowego Komsomołu w Homlu, a 1945–1946 I sekretarz Komitetu Obwodowego Komsomołu w Mińsku. W latach 1946–1949 słuchacz Wyższej Szkoły Partyjnej przy KC WKP(b), po czym został II sekretarzem, następnie I sekretarzem Komitetu Miejskiego Komunistycznej Partii (bolszewików) Białorusi w Witebsku, 1953–1956 I sekretarz rejonowego komitetu KPB w Rzeczycy. Od września 1956 do grudnia 1957 przewodniczący Komitetu Wykonawczego Rady Obwodowej w Homlu, od grudnia 1957 do stycznia 1963 I sekretarz Komitetu Obwodowego KPB w Homlu, od stycznia 1963 do grudnia 1964 I sekretarz Wiejskiego Komitetu Obwodowego w Homlu. Od grudnia 1964 do 1 marca 1977 I sekretarz Komitetu Obwodowego KPB w Mińsku, od 8 kwietnia 1966 do 25 lutego 1986 członek KC KPZR. Od 28 lutego 1977 do 29 listopada 1985 był przewodniczącym Prezydium Rady Najwyższej Białoruskiej SRR (formalnie głową republiki).

## Odznaczenia
- Medal „Sierp i Młot” Bohatera Pracy Socjalistycznej (12 grudnia 1973)
- Order Lenina (czterokrotnie, m.in. 1958 i 1973)
- Order Rewolucji Październikowej
- Order Czerwonego Sztandaru (dwukrotnie, m.in. 15 sierpnia 1944)
- Order Czerwonego Sztandaru Pracy
- Order Wojny Ojczyźnianej I klasy